# Megalosauridae
Los megalosáuridos (Megalosauridae, gr. "lagartos grandes") son una familia monofilética extinta de dinosaurios terópodos megalosauroides. Proviene del orden Saurischia y el clado Tetanurae, y está cercanamente relacionada con las familias Piatnitzkysauridae y Spinosauridae. Entre los miembros de esta familia se incluye a Megalosaurus, Torvosaurus, Eustreptospondylus y Streptospondylus. Aparecidos durante el Jurásico Medio, los megalosáuridos son un grupo relativamente primitivo caracterizado por dos sinapomorfias inequívocas: una cresta humeral-deltopectoral que termina a medio camino a lo largo del eje del húmero y la ausencia de una tuberosidad fibular anterolateral. Megalosauridae contiene a dos subfamilias- Megalosaurinae, definida como el grupo que incluye a los megalosáuridos más cercanos a Megalosaurus que a Afrovenator, y Afrovenatorinae, definida como el grupo que abarca a los megalosáuridos más cercanos a Afrovenator que a Megalosaurus.
La especie tipo de la familia es Megalosaurus bucklandii, nombrada y descrita por primera vez en 1824 por William Buckland tras varios hallazgos realizados en Stonesfield, Oxfordshire, Reino Unido. Megalosaurus fue el primer dinosaurio formalmente descrito y fue la base para el establecimiento del clado Dinosauria. Fue también uno de los mayores dinosaurios carnívoros conocidos del Jurásico Medio; su fémur mejor preservado medía 805 mm y se estima una masa corporal de alrededor de 943 kg. Megalosauridae es reconocido como un grupo de dinosaurios principalmente europeo, basado en fósiles encontrados en Francia y el Reino Unido. Sin embargo, los descubrimientos hechos en Níger han llevado a reconsiderar el rango de la familia. Los megalosáuridos aparecieron justo antes de la división del supercontinente Pangea en Gondwana y Laurasia. Por lo tanto, estos grandes terópodos pueden haber dominado ambas mitades del mundo durante el Jurásico.
La familia Megalosauridaefue definida originalmente por Thomas Huxley en 1869, aunque ha tenido una historia muy controvertida debido a su rol como "cajón de sastre" para muchos dinosaurios parcialmente descritos o de restos sin identificar. En los primeros años de la paleontología, muchos terópodos grandes fueron agrupados en ella y más de 48 especies fueron incluidos en el clado Megalosauria, el clado basal de Megalosauridae. Con el tiempo, muchos de estos taxones fueron situados en otros clados y los parámetros de Megalosauridae fueron reajustados significativamente. Sin embargo, ha continuado cierta discusión sobre si Megalosauridae debería ser considerado como un grupo aparte, y los dinosaurios de esta familia se encuentran entre algunos de los taxones más problemáticos entre todos los dinosaurios. Algunos paleontólogos, tales como Paul Sereno en 2005, han descartado al grupo debido a su débil fundamentación y la carencia de una filogenia clara. Sin embargo, la investigación posterior realizada por Carrano, Benson y Sampson ha analizado sistemáticamente a los tetanuranos basales y determinó que Megalosauridae debe existir como una familia independiente.

## Descripción

### Tamaño corporal
Como otros tetanuranos, los megalosáuridos son terópodos carnívoros caracterizados por un tamaño grande y el bipedismo. Más específicamente, los megalosáuridos exhiben un tamaño gigantesco, con algunos miembros de la familia con un peso superior a una tonelada. Se ha evidenciado que con el tiempo, el tamaño se incrementó en la familia. Los megalosáuridos primitivos del Jurásico Inferior tenían una talla menor que la de aquellos que aparecieron a finales del Jurásico Medio. Debido a este incremento de tamaño con el tiempo, los Megalosauridae parecen seguir un patrón de incremento similar al de otros terópodos gigantes como los Spinosauridae. Este patrón sigue la regla de Cope, postulada por el paleontólogo Edward Cope acerca del incremento evolutivo del tamaño corporal.

### Características anatómicas
Una sinapomorfia inequívoca de Megalosauridae es su cráneo bajo y largo con una proporción de altura y longitud de 3:1. Adicionalmente, su bóveda craneana típica tendía a ser mucho menos ornamentada que la de otros tetanuranos, y las crestas o cuernos eran o muy pequeños o completamente ausentes. Los fémures de megalosáuridos también tienen cabezas femorales con una orientación de 45 grados entre sus caras anteromedial y medial.

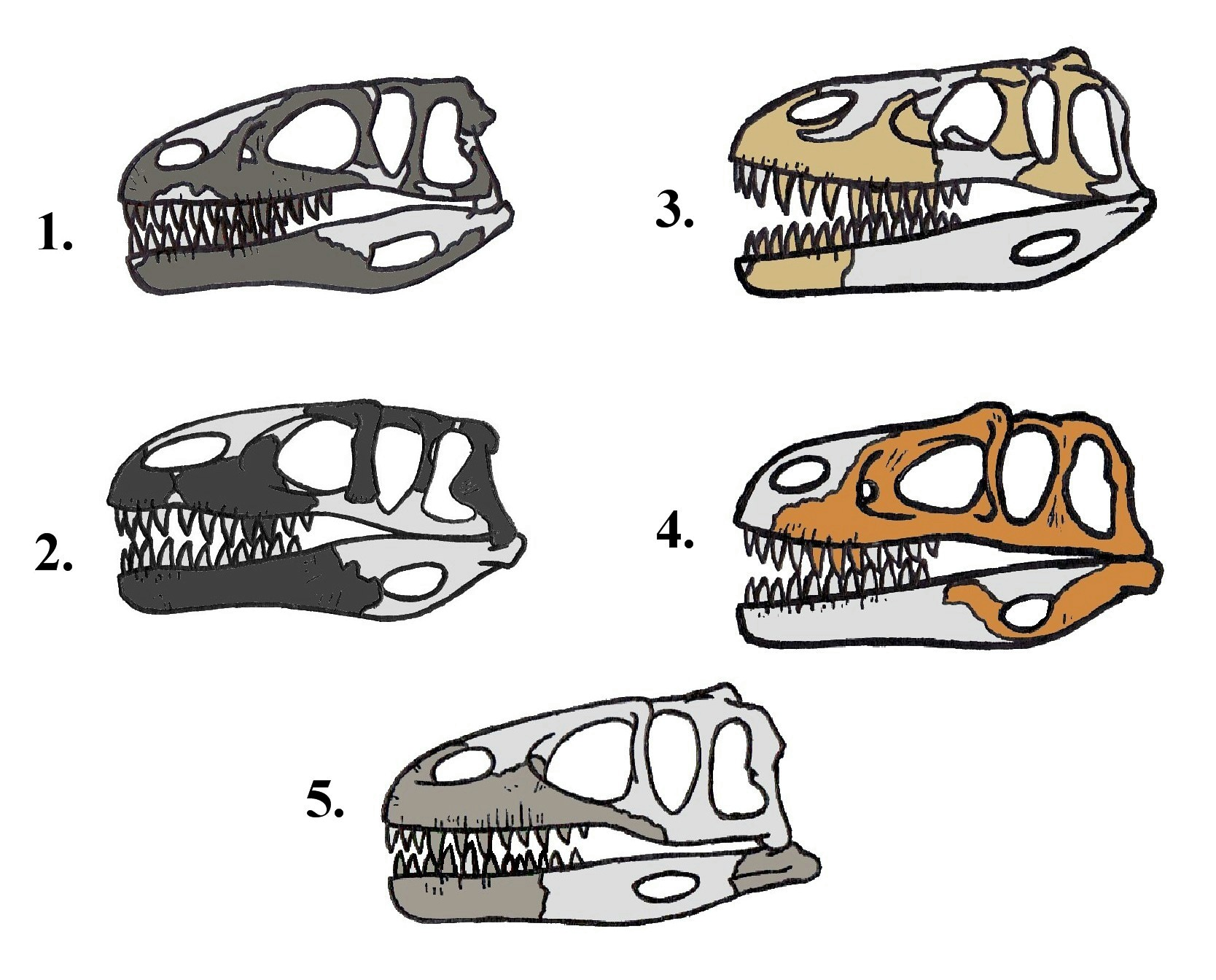
Cráneos de megalosáuridos: 1) Dubreuillosaurus; 2) Eustreptospondylus; 3) Torvosaurus; 4) Afrovenator; 5) Megalosaurus.

Los Megalosauridae son también definidos por una combinación de características anatómicas:
- Una fenestra maxilar cerrada medialmente
- Proceso anterior delgado del lacrimal
- La lámina lateral del lacrimal no sobresale a la fenestra anteorbital
- El primer ungual de la mano (la garra) es agrandado
- El proceso anterior del cuerpo maxilar es alargado
- Placas interdentales con surcos verticales[9]
- El ramo de la mandíbula es corto

### Morfología dental
Los hallazgos de dientes son usados con frecuencia para diferenciar entre los distintos tipos de terópodos y para añadir más información a la filogenia cladística. La morfología dental y la evolución de los dientes son marcadores evolutivos que tienden a la homoplasia y desaparecen y reaparecen a través de la historia. Sin embargo, los megalosáuridos tienen características dentales específicas que los diferencian de otros terópodos basales. Una de estas características presentes en la familia son los múltiples surcos de esmalte cerca de las carinas, el borde afilado o fila de sierras del diente. Los dientes ornamentados y una superficie de esmalte bien demarcada también caracterizan a los megalosáuridos primitivos, pero desaparece en las formas más avanzadas, lo que sugiere que esta condición se perdió a lo largo del tiempo conforme los megalosáuridos aumentaban de talla.

## Clasificación
Megalosauridae fue definido filogenéticamente por primera vez en 1869 por Thomas Huxley, aunque fue usado como un clado "cajón de sastre" por muchos años. En 2002, Ronan Allain redefinió al clado tras su descubrimiento de un cráneo completo de megalosáurido en el noreste de Francia del género Poekilopleuron. Usando las características descritas en su estudio, Allain definió a Megalosauridae como el grupo que incluye a Poekilopleuron valesdunesis, ahora conocido como Dubreuillosaurus, Torvosaurus, Afrovenator, y todos los descendientes de su ancestro común. Allain también definió dos taxones dentro de Megalosauridae: Torvosaurinae fue definido como todos los Megalosauridae más cercanamente relacionados con Torvosaurus que a Poekilopleuron y Afrovenator, y Megalosaurinae fue definido como todos aquellos más cercanamente relacionados con Poekilopleuron. Megalosauridae también fue clasificado bajo el clado basal Megalosauroidea, el cual contiene a Spinosauridae, Megalosauridae, y Allosauroidea. Sin embargo, muchos taxones aún son inestables y no pueden ser situados en un clado con absoluta certeza. Por ejemplo, Eustreptospondylus y Streptospondylus, que aunque son definidos como parte de Megalosauridae, son excluidos frecuentemente para hacer más estables a los cladogramas dado que estos no pueden ser ubicados en un subgrupo definido.
El cladograma presentado aquí sigue a Benson (2010) y Benson et al. (2010).
|  | Eustreptospondylus                                               |
|  |                                                                  |
|  | \| \| Magnosaurus \| \| \| \| \| \| Streptospondylus \| \| \| \| |
|  |                                                                  |
|  | Magnosaurus                                                      |
|  |                                                                  |
|  | Streptospondylus                                                 |
|  |                                                                  |

|  | Magnosaurus      |
|  |                  |
|  | Streptospondylus |
|  |                  |

|  | Afrovenator      |
|  |                  |
|  | Dubreuillosaurus |
|  |                  |

|  | Megalosaurus  |
|  |               |
|  | Torvosaurus   |
|  |               |
|  | Wiehenvenator |
|  |               |

|  | Afrovenator      |
|  |                  |
|  | Dubreuillosaurus |
|  |                  |

|  | Megalosaurus  |
|  |               |
|  | Torvosaurus   |
|  |               |
|  | Wiehenvenator |
|  |               |

|  | Eustreptospondylus                                               |
|  |                                                                  |
|  | \| \| Magnosaurus \| \| \| \| \| \| Streptospondylus \| \| \| \| |
|  |                                                                  |
|  | Magnosaurus                                                      |
|  |                                                                  |
|  | Streptospondylus                                                 |
|  |                                                                  |

|  | Magnosaurus      |
|  |                  |
|  | Streptospondylus |
|  |                  |

|  | Afrovenator      |
|  |                  |
|  | Dubreuillosaurus |
|  |                  |

|  | Megalosaurus  |
|  |               |
|  | Torvosaurus   |
|  |               |
|  | Wiehenvenator |
|  |               |

|  | Afrovenator      |
|  |                  |
|  | Dubreuillosaurus |
|  |                  |

|  | Megalosaurus  |
|  |               |
|  | Torvosaurus   |
|  |               |
|  | Wiehenvenator |
|  |               |

Más tarde, en 2012, Carrano, Benson y Sampson hicieron un análisis mucho más extenso de los tetanuranos y definieron a Megalosauria de manera más amplia como el clado que contiene a Megalosaurus, Spinosaurus y a todos sus descendientes. En otras palabras, Megalosauria es el grupo que contiene a la familia Megalosauridae y a sus parientes cercanos, los Spinosauridae. Dentro de este nuevo cladograma, Megalosauridae fue dividida internamente con la nueva subfamilia Afrovenatorinae, la cual incluye a todos los megalosáuridos más cercanamente relacionados con Afrovenator que a Megalosaurus.
Carrano, Benson y Sampson además incluyeron a varios megalosáuridos que habían sido excluidos anteriormente de los análisis en su estudio de 2012, tales como Duriavenator y el llamado "monstruo de Minden" (Wiehenvenator) en Megalosaurinae y Magnosaurus, Leshansaurus y Piveteausaurus en Afrovenatorinae.
|  | Eustreptospondylus |
|  |                    |

|  | Duriavenator                                                                                 |
|  |                                                                                              |
|  | \| \| Megalosaurus \| \| \| \| \| \| Torvosaurus \| \| \| \| \| \| Wiehenvenator \| \| \| \| |
|  |                                                                                              |
|  | Megalosaurus                                                                                 |
|  |                                                                                              |
|  | Torvosaurus                                                                                  |
|  |                                                                                              |
|  | Wiehenvenator                                                                                |
|  |                                                                                              |

|  | Megalosaurus  |
|  |               |
|  | Torvosaurus   |
|  |               |
|  | Wiehenvenator |
|  |               |

|  | Dubreuillosaurus |
|  |                  |
|  | Magnosaurus      |
|  |                  |

|  | Leshansaurus   |
|  |                |
|  | Piveteausaurus |
|  |                |

|  | Dubreuillosaurus |
|  |                  |
|  | Magnosaurus      |
|  |                  |

|  | Leshansaurus   |
|  |                |
|  | Piveteausaurus |
|  |                |

|  | Duriavenator                                                                                 |
|  |                                                                                              |
|  | \| \| Megalosaurus \| \| \| \| \| \| Torvosaurus \| \| \| \| \| \| Wiehenvenator \| \| \| \| |
|  |                                                                                              |
|  | Megalosaurus                                                                                 |
|  |                                                                                              |
|  | Torvosaurus                                                                                  |
|  |                                                                                              |
|  | Wiehenvenator                                                                                |
|  |                                                                                              |

|  | Megalosaurus  |
|  |               |
|  | Torvosaurus   |
|  |               |
|  | Wiehenvenator |
|  |               |

|  | Dubreuillosaurus |
|  |                  |
|  | Magnosaurus      |
|  |                  |

|  | Leshansaurus   |
|  |                |
|  | Piveteausaurus |
|  |                |

|  | Dubreuillosaurus |
|  |                  |
|  | Magnosaurus      |
|  |                  |

|  | Leshansaurus   |
|  |                |
|  | Piveteausaurus |
|  |                |

|  | Eustreptospondylus |
|  |                    |

|  | Duriavenator                                                                                 |
|  |                                                                                              |
|  | \| \| Megalosaurus \| \| \| \| \| \| Torvosaurus \| \| \| \| \| \| Wiehenvenator \| \| \| \| |
|  |                                                                                              |
|  | Megalosaurus                                                                                 |
|  |                                                                                              |
|  | Torvosaurus                                                                                  |
|  |                                                                                              |
|  | Wiehenvenator                                                                                |
|  |                                                                                              |

|  | Megalosaurus  |
|  |               |
|  | Torvosaurus   |
|  |               |
|  | Wiehenvenator |
|  |               |

|  | Dubreuillosaurus |
|  |                  |
|  | Magnosaurus      |
|  |                  |

|  | Leshansaurus   |
|  |                |
|  | Piveteausaurus |
|  |                |

|  | Dubreuillosaurus |
|  |                  |
|  | Magnosaurus      |
|  |                  |

|  | Leshansaurus   |
|  |                |
|  | Piveteausaurus |
|  |                |

|  | Duriavenator                                                                                 |
|  |                                                                                              |
|  | \| \| Megalosaurus \| \| \| \| \| \| Torvosaurus \| \| \| \| \| \| Wiehenvenator \| \| \| \| |
|  |                                                                                              |
|  | Megalosaurus                                                                                 |
|  |                                                                                              |
|  | Torvosaurus                                                                                  |
|  |                                                                                              |
|  | Wiehenvenator                                                                                |
|  |                                                                                              |

|  | Megalosaurus  |
|  |               |
|  | Torvosaurus   |
|  |               |
|  | Wiehenvenator |
|  |               |

|  | Dubreuillosaurus |
|  |                  |
|  | Magnosaurus      |
|  |                  |

|  | Leshansaurus   |
|  |                |
|  | Piveteausaurus |
|  |                |

|  | Dubreuillosaurus |
|  |                  |
|  | Magnosaurus      |
|  |                  |

|  | Leshansaurus   |
|  |                |
|  | Piveteausaurus |
|  |                |

|  | Eustreptospondylus |
|  |                    |

|  | Duriavenator                                                                                 |
|  |                                                                                              |
|  | \| \| Megalosaurus \| \| \| \| \| \| Torvosaurus \| \| \| \| \| \| Wiehenvenator \| \| \| \| |
|  |                                                                                              |
|  | Megalosaurus                                                                                 |
|  |                                                                                              |
|  | Torvosaurus                                                                                  |
|  |                                                                                              |
|  | Wiehenvenator                                                                                |
|  |                                                                                              |

|  | Megalosaurus  |
|  |               |
|  | Torvosaurus   |
|  |               |
|  | Wiehenvenator |
|  |               |

|  | Dubreuillosaurus |
|  |                  |
|  | Magnosaurus      |
|  |                  |

|  | Leshansaurus   |
|  |                |
|  | Piveteausaurus |
|  |                |

|  | Dubreuillosaurus |
|  |                  |
|  | Magnosaurus      |
|  |                  |

|  | Leshansaurus   |
|  |                |
|  | Piveteausaurus |
|  |                |

|  | Duriavenator                                                                                 |
|  |                                                                                              |
|  | \| \| Megalosaurus \| \| \| \| \| \| Torvosaurus \| \| \| \| \| \| Wiehenvenator \| \| \| \| |
|  |                                                                                              |
|  | Megalosaurus                                                                                 |
|  |                                                                                              |
|  | Torvosaurus                                                                                  |
|  |                                                                                              |
|  | Wiehenvenator                                                                                |
|  |                                                                                              |

|  | Megalosaurus  |
|  |               |
|  | Torvosaurus   |
|  |               |
|  | Wiehenvenator |
|  |               |

|  | Dubreuillosaurus |
|  |                  |
|  | Magnosaurus      |
|  |                  |

|  | Leshansaurus   |
|  |                |
|  | Piveteausaurus |
|  |                |

|  | Dubreuillosaurus |
|  |                  |
|  | Magnosaurus      |
|  |                  |

|  | Leshansaurus   |
|  |                |
|  | Piveteausaurus |
|  |                |

|  | Eustreptospondylus |
|  |                    |

|  | Duriavenator                                                                                 |
|  |                                                                                              |
|  | \| \| Megalosaurus \| \| \| \| \| \| Torvosaurus \| \| \| \| \| \| Wiehenvenator \| \| \| \| |
|  |                                                                                              |
|  | Megalosaurus                                                                                 |
|  |                                                                                              |
|  | Torvosaurus                                                                                  |
|  |                                                                                              |
|  | Wiehenvenator                                                                                |
|  |                                                                                              |

|  | Megalosaurus  |
|  |               |
|  | Torvosaurus   |
|  |               |
|  | Wiehenvenator |
|  |               |

|  | Dubreuillosaurus |
|  |                  |
|  | Magnosaurus      |
|  |                  |

|  | Leshansaurus   |
|  |                |
|  | Piveteausaurus |
|  |                |

|  | Dubreuillosaurus |
|  |                  |
|  | Magnosaurus      |
|  |                  |

|  | Leshansaurus   |
|  |                |
|  | Piveteausaurus |
|  |                |

|  | Duriavenator                                                                                 |
|  |                                                                                              |
|  | \| \| Megalosaurus \| \| \| \| \| \| Torvosaurus \| \| \| \| \| \| Wiehenvenator \| \| \| \| |
|  |                                                                                              |
|  | Megalosaurus                                                                                 |
|  |                                                                                              |
|  | Torvosaurus                                                                                  |
|  |                                                                                              |
|  | Wiehenvenator                                                                                |
|  |                                                                                              |

|  | Megalosaurus  |
|  |               |
|  | Torvosaurus   |
|  |               |
|  | Wiehenvenator |
|  |               |

|  | Dubreuillosaurus |
|  |                  |
|  | Magnosaurus      |
|  |                  |

|  | Leshansaurus   |
|  |                |
|  | Piveteausaurus |
|  |                |

|  | Dubreuillosaurus |
|  |                  |
|  | Magnosaurus      |
|  |                  |

|  | Leshansaurus   |
|  |                |
|  | Piveteausaurus |
|  |                |

|  | Eustreptospondylus |
|  |                    |

|  | Duriavenator                                                                                 |
|  |                                                                                              |
|  | \| \| Megalosaurus \| \| \| \| \| \| Torvosaurus \| \| \| \| \| \| Wiehenvenator \| \| \| \| |
|  |                                                                                              |
|  | Megalosaurus                                                                                 |
|  |                                                                                              |
|  | Torvosaurus                                                                                  |
|  |                                                                                              |
|  | Wiehenvenator                                                                                |
|  |                                                                                              |

|  | Megalosaurus  |
|  |               |
|  | Torvosaurus   |
|  |               |
|  | Wiehenvenator |
|  |               |

|  | Dubreuillosaurus |
|  |                  |
|  | Magnosaurus      |
|  |                  |

|  | Leshansaurus   |
|  |                |
|  | Piveteausaurus |
|  |                |

|  | Dubreuillosaurus |
|  |                  |
|  | Magnosaurus      |
|  |                  |

|  | Leshansaurus   |
|  |                |
|  | Piveteausaurus |
|  |                |

|  | Duriavenator                                                                                 |
|  |                                                                                              |
|  | \| \| Megalosaurus \| \| \| \| \| \| Torvosaurus \| \| \| \| \| \| Wiehenvenator \| \| \| \| |
|  |                                                                                              |
|  | Megalosaurus                                                                                 |
|  |                                                                                              |
|  | Torvosaurus                                                                                  |
|  |                                                                                              |
|  | Wiehenvenator                                                                                |
|  |                                                                                              |

|  | Megalosaurus  |
|  |               |
|  | Torvosaurus   |
|  |               |
|  | Wiehenvenator |
|  |               |

|  | Dubreuillosaurus |
|  |                  |
|  | Magnosaurus      |
|  |                  |

|  | Leshansaurus   |
|  |                |
|  | Piveteausaurus |
|  |                |

|  | Dubreuillosaurus |
|  |                  |
|  | Magnosaurus      |
|  |                  |

|  | Leshansaurus   |
|  |                |
|  | Piveteausaurus |
|  |                |

|  | Eustreptospondylus |
|  |                    |

|  | Duriavenator                                                                                 |
|  |                                                                                              |
|  | \| \| Megalosaurus \| \| \| \| \| \| Torvosaurus \| \| \| \| \| \| Wiehenvenator \| \| \| \| |
|  |                                                                                              |
|  | Megalosaurus                                                                                 |
|  |                                                                                              |
|  | Torvosaurus                                                                                  |
|  |                                                                                              |
|  | Wiehenvenator                                                                                |
|  |                                                                                              |

|  | Megalosaurus  |
|  |               |
|  | Torvosaurus   |
|  |               |
|  | Wiehenvenator |
|  |               |

|  | Dubreuillosaurus |
|  |                  |
|  | Magnosaurus      |
|  |                  |

|  | Leshansaurus   |
|  |                |
|  | Piveteausaurus |
|  |                |

|  | Dubreuillosaurus |
|  |                  |
|  | Magnosaurus      |
|  |                  |

|  | Leshansaurus   |
|  |                |
|  | Piveteausaurus |
|  |                |

|  | Duriavenator                                                                                 |
|  |                                                                                              |
|  | \| \| Megalosaurus \| \| \| \| \| \| Torvosaurus \| \| \| \| \| \| Wiehenvenator \| \| \| \| |
|  |                                                                                              |
|  | Megalosaurus                                                                                 |
|  |                                                                                              |
|  | Torvosaurus                                                                                  |
|  |                                                                                              |
|  | Wiehenvenator                                                                                |
|  |                                                                                              |

|  | Megalosaurus  |
|  |               |
|  | Torvosaurus   |
|  |               |
|  | Wiehenvenator |
|  |               |

|  | Dubreuillosaurus |
|  |                  |
|  | Magnosaurus      |
|  |                  |

|  | Leshansaurus   |
|  |                |
|  | Piveteausaurus |
|  |                |

|  | Dubreuillosaurus |
|  |                  |
|  | Magnosaurus      |
|  |                  |

|  | Leshansaurus   |
|  |                |
|  | Piveteausaurus |
|  |                |

|  | Eustreptospondylus |
|  |                    |

|  | Duriavenator                                                                                 |
|  |                                                                                              |
|  | \| \| Megalosaurus \| \| \| \| \| \| Torvosaurus \| \| \| \| \| \| Wiehenvenator \| \| \| \| |
|  |                                                                                              |
|  | Megalosaurus                                                                                 |
|  |                                                                                              |
|  | Torvosaurus                                                                                  |
|  |                                                                                              |
|  | Wiehenvenator                                                                                |
|  |                                                                                              |

|  | Megalosaurus  |
|  |               |
|  | Torvosaurus   |
|  |               |
|  | Wiehenvenator |
|  |               |

|  | Dubreuillosaurus |
|  |                  |
|  | Magnosaurus      |
|  |                  |

|  | Leshansaurus   |
|  |                |
|  | Piveteausaurus |
|  |                |

|  | Dubreuillosaurus |
|  |                  |
|  | Magnosaurus      |
|  |                  |

|  | Leshansaurus   |
|  |                |
|  | Piveteausaurus |
|  |                |

|  | Duriavenator                                                                                 |
|  |                                                                                              |
|  | \| \| Megalosaurus \| \| \| \| \| \| Torvosaurus \| \| \| \| \| \| Wiehenvenator \| \| \| \| |
|  |                                                                                              |
|  | Megalosaurus                                                                                 |
|  |                                                                                              |
|  | Torvosaurus                                                                                  |
|  |                                                                                              |
|  | Wiehenvenator                                                                                |
|  |                                                                                              |

|  | Megalosaurus  |
|  |               |
|  | Torvosaurus   |
|  |               |
|  | Wiehenvenator |
|  |               |

|  | Dubreuillosaurus |
|  |                  |
|  | Magnosaurus      |
|  |                  |

|  | Leshansaurus   |
|  |                |
|  | Piveteausaurus |
|  |                |

|  | Dubreuillosaurus |
|  |                  |
|  | Magnosaurus      |
|  |                  |

|  | Leshansaurus   |
|  |                |
|  | Piveteausaurus |
|  |                |

|  | Eustreptospondylus |
|  |                    |

|  | Duriavenator                                                                                 |
|  |                                                                                              |
|  | \| \| Megalosaurus \| \| \| \| \| \| Torvosaurus \| \| \| \| \| \| Wiehenvenator \| \| \| \| |
|  |                                                                                              |
|  | Megalosaurus                                                                                 |
|  |                                                                                              |
|  | Torvosaurus                                                                                  |
|  |                                                                                              |
|  | Wiehenvenator                                                                                |
|  |                                                                                              |

|  | Megalosaurus  |
|  |               |
|  | Torvosaurus   |
|  |               |
|  | Wiehenvenator |
|  |               |

|  | Dubreuillosaurus |
|  |                  |
|  | Magnosaurus      |
|  |                  |

|  | Leshansaurus   |
|  |                |
|  | Piveteausaurus |
|  |                |

|  | Dubreuillosaurus |
|  |                  |
|  | Magnosaurus      |
|  |                  |

|  | Leshansaurus   |
|  |                |
|  | Piveteausaurus |
|  |                |

|  | Duriavenator                                                                                 |
|  |                                                                                              |
|  | \| \| Megalosaurus \| \| \| \| \| \| Torvosaurus \| \| \| \| \| \| Wiehenvenator \| \| \| \| |
|  |                                                                                              |
|  | Megalosaurus                                                                                 |
|  |                                                                                              |
|  | Torvosaurus                                                                                  |
|  |                                                                                              |
|  | Wiehenvenator                                                                                |
|  |                                                                                              |

|  | Megalosaurus  |
|  |               |
|  | Torvosaurus   |
|  |               |
|  | Wiehenvenator |
|  |               |

|  | Dubreuillosaurus |
|  |                  |
|  | Magnosaurus      |
|  |                  |

|  | Leshansaurus   |
|  |                |
|  | Piveteausaurus |
|  |                |

|  | Dubreuillosaurus |
|  |                  |
|  | Magnosaurus      |
|  |                  |

|  | Leshansaurus   |
|  |                |
|  | Piveteausaurus |
|  |                |

## Paleogeografía e historia de los descubrimientos

Pangea antes de su división en los continentes de Gondwana y Laurasia.

La paleongeografía indica que las especies incluidas en Megalosauridae estuvieron en su mayor parte restringidas al período comprendido entre el Jurásico Medio al Jurásico Superior, algo después de la división del supercontinente Pangea en el continente boreal de Laurasia y el continente austral de Gondwana, lo que sugiere que se habrían extinguido durante el límite entre el Jurásico y el Cretácico, hace 145 millones de años.
La radiación global de estos terópodos carnívoros ocurrió en dos etapas. En la primera, hubo una expansión durante el rompimiento de Pangea en el Jurásico Inferior, hace unos 200 millones de años. Cuando el mar de Tetis emergió entre el supercontinente, los megalosáuridos se irradiaron en ambas mitades de Pangea. La segunda etapa de radiación ocurrió durante el Jurásico Medio y Superior, hace entre 174 a 145 millones de años, junto con los alosauroideos y los celurosaurios. Los Megalosauridae parecen haberse extinto al final de este periodo, con la excepción de Afrovenator como único superviviente.
Los restos de megalosáuridos se han encontrado en varias áreas del mundo a través de la historia. Por ejemplo, Megalosauridae contiene al más primitivo embrión de terópodo jamás encontrado, del Titoniense temprano de Portugal, hace 152 millones de años. Adicionalmente, varios descubrimientos de fósiles de megalosáuridos han sido datados del Bajociense-Calloviense del Reino Unido y Francia hace 168 a 163 millones de alis, del Jurásico Medio de África hace unos 170 millones de años, el Jurásico Superior de China hace 163 a 145 millones de años, y el Titoniense de América del norte hace unos 150 millones de años. Más tarde, se encontraron megalosáuridos en la Formación Tiourarén en Níger, proporcionando nuevamente pruebas de que estos tetanuranos basales experimentaron una radiación global.

## Controversias

### Clasificación

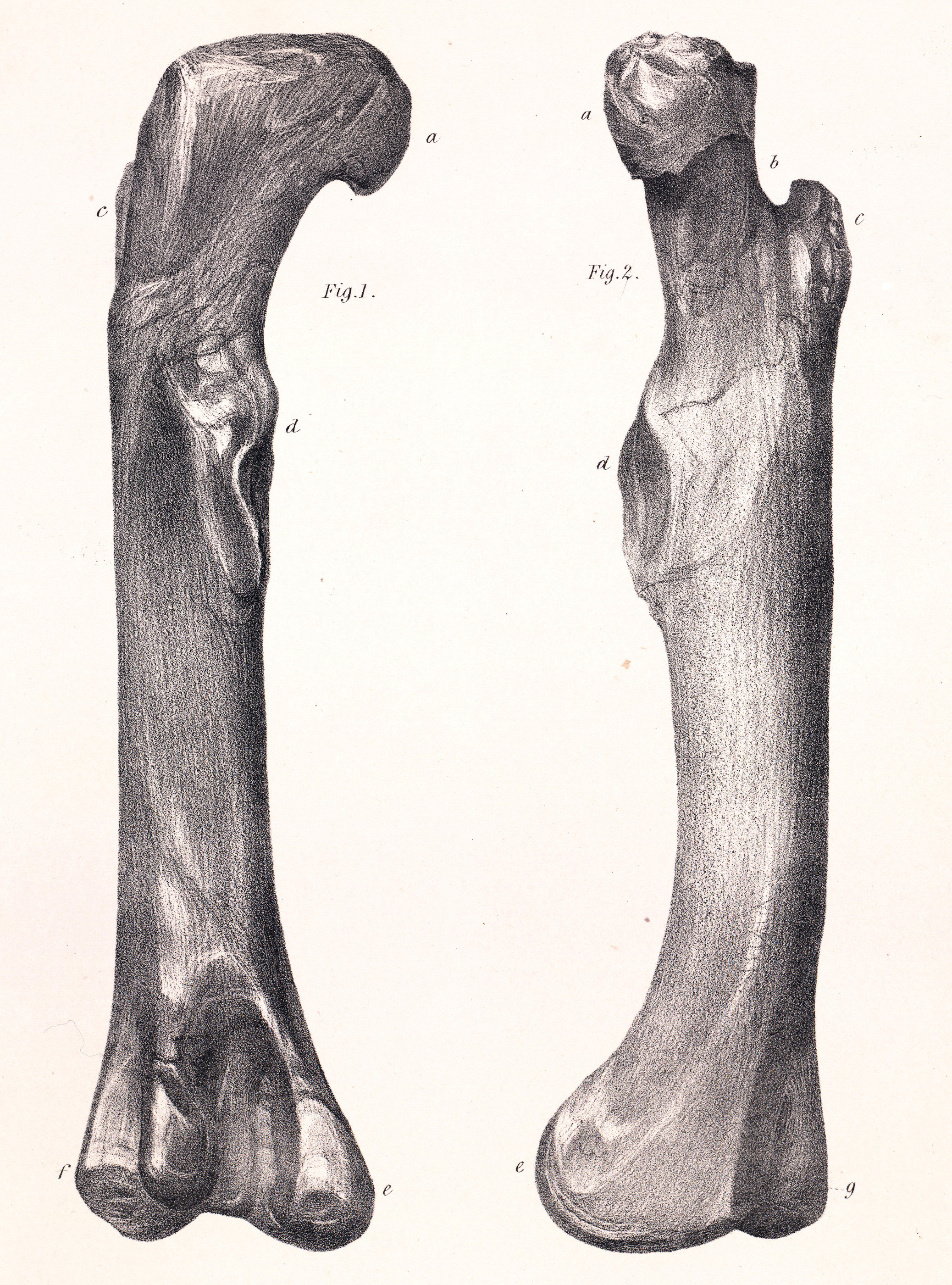
Fémur deMegalosaurus.

Desde que la familia fue instaurada, muchos especímenes encontrados en los sitios fosilíferos fueron clasificados como megalosáuridos, como ocurrió con varios carnívoros grandes hallados en el siglo que siguió al establecimiento del nombre Megalosaurus bucklandii. Este en particular fue el primer hallazgo paleontológico de su clase cuando William Buckland descubrió un fémur gigante y lo nombró en 1824, antecediendo incluso al propio término Dinosauria. Cuando fue definida por primera vez, la especie Megalosaurus bucklandii se basó anatómicamente en varios huesos disociados hallados en algunas canteras cerca del pueblo de Stonesfield, en el Reino Unido. Algunos de estos primeros hallazgos incluyeron un dentario derecho con un diente bien preservado, costillas, huesos de la pelvis, y vértebras de sacro. Conforme los primeros investigadores y paleontólogos fueron encontrando más huesos de dinosaurios en el área circundante, ellos los atribuyeron a todos a Megalosaurus dado que era el único dinosaurio nombrado y descrito en ese punto de la historia. Por lo tanto, este taxón fue descrito y clasificado inicialmente por un conjunto de características posiblemente sin relación.